# Cyclops matritensis
Cyclops matritensis – gatunek widłonoga z rodziny Cyclopidae. Nazwa naukowa gatunku została po raz pierwszy opublikowana w 1942 roku przez A. García Velázquez.